# Gilbern GT

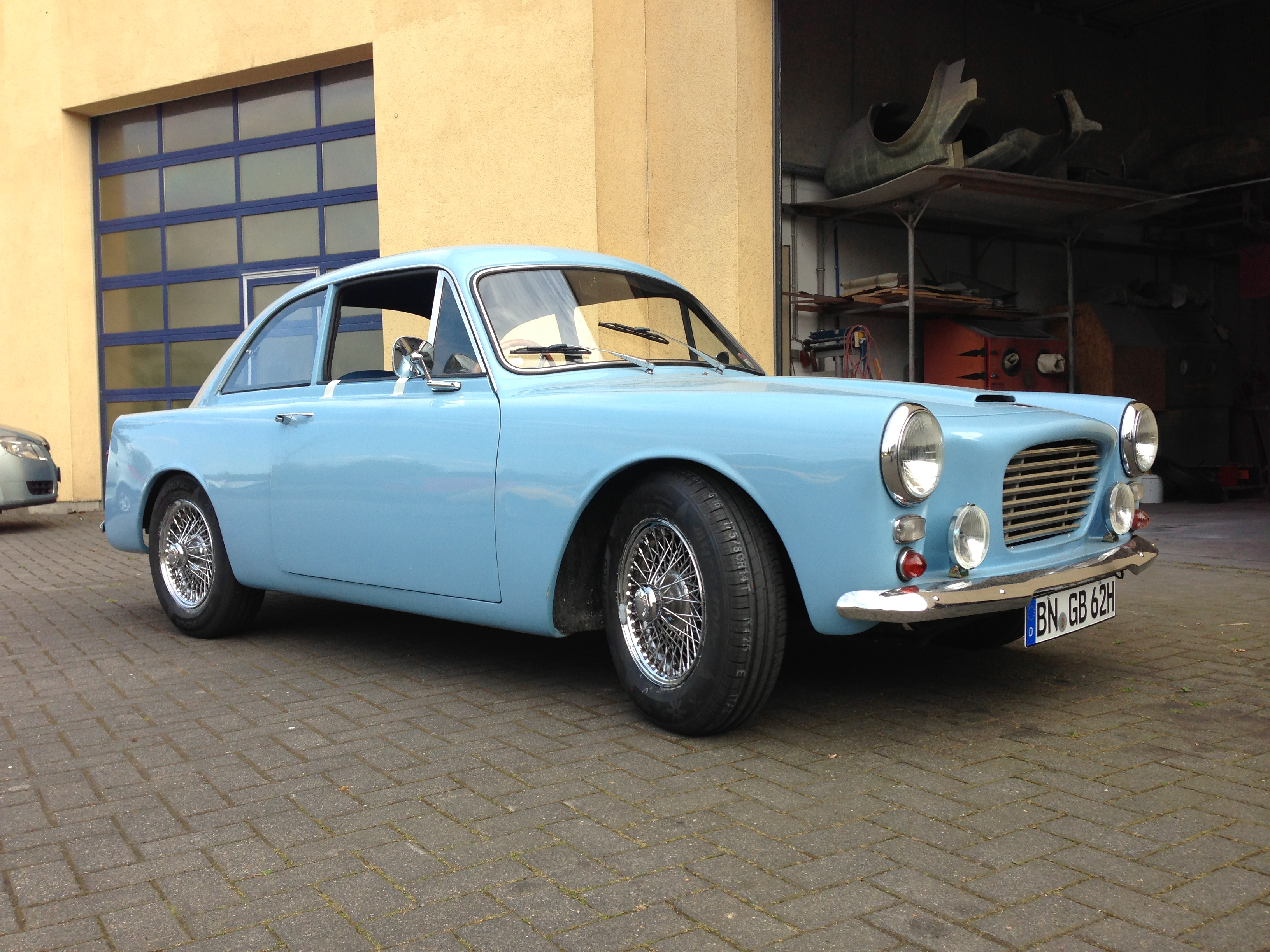
Gilbern GT

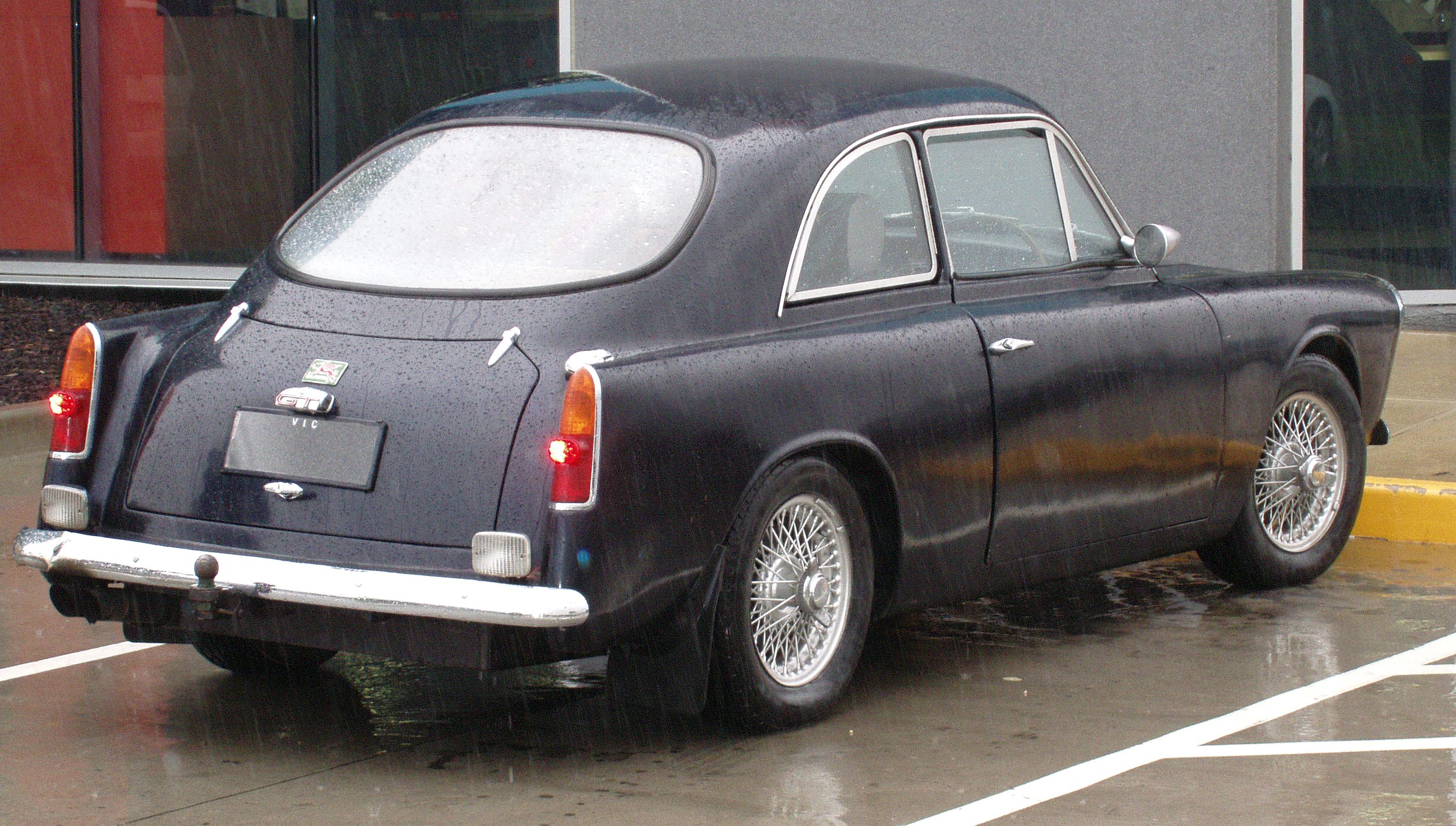
Heckansicht

Der Gilbern GT, später Gilbern 1800 GT, war der erste Pkw des britischen Herstellers Gilbern.

## Beschreibung
Der GT, ein 2+2-sitziges Coupé, war das erste Auto der Gesellschaft und wurde von 1959 bis 1967 hergestellt. Den GT Mk. I gab es anfangs entweder mit dem 948 cm³-BMC-A-Motor wie im Austin-Healey Sprite, der mit einem zusätzlichen Shorrocks-Kompressor ausgestattet war, oder mit dem 1098-cm³-Motor von Coventry Climax. Das Fahrgestell wurde aus Rechteckrohren zusammengeschweißt, die Vorderachse mit Doppelquerlenkern stammte vom Austin A35, die Hinterachse vom Morris Minor. Sie war aber verändert und statt an Blattfedern an vier Längslenkern und einem Panhardstab aufgehängt und hatte Feder-Dämpfer-Einheiten.  Die Karosserie wurde in einem Stück laminiert. Obwohl es sich um ein Kit Car handelte, war die Karosserie komplett ausgestattet und lackiert, sodass der Käufer nur noch die mechanischen Komponenten installieren musste.
Spätere Ausführungen wurden mit BMC-Motoren der B-Serie mit 1500 oder 1600 cm³ aus dem MGA oder dem 1800 cm³-Motor aus dem MGB ausgestattet. Sie hatten die schraubengefederte Hinterachse von BMC. Seit der große Motor zur Verfügung stand, hieß der Wagen 1800 GT. In acht Jahren entstanden 280 Stück.
Derzeit befindet sich lediglich ein Gilbern GT (ehemals "383 FAX", Baujahr 1962) in Deutschland, bei dem es sich um das im Prospekt von 1962 abgebildete Fahrzeug handelt.
Ein Wagen mit 1,6-Liter-Reihen-Vierzylindermotor aus dem MGA wurde von der britischen Zeitschrift The Motor 1961 getestet. Die Höchstgeschwindigkeit wurde zu 151,73 km/h festgestellt und die Beschleunigung von 0–100 km/h bewältigte er in 13,8 s Der Benzinverbrauch betrug 8,1 l / 100 km und der Testwagen kostete £ 978 einschließlich Steuern von £ 251.
Bei einem Radstand von 2337 bis 2362 mm war das Fahrzeug 3810 bis 3918 mm lang, 1524 bis 1543 mm breit und 1321 mm hoch. Das Leergewicht war mit 864 bis 876 kg angegeben.

## Motoren
| Hersteller      | Bauart               | Hubraum  | Leistung         |
| --------------- | -------------------- | -------- | ---------------- |
| Austin          | 4 Reihe (Kompressor) | 948 cm³  | 68 bhp (50 kW)   |
| Coventry Climax | 4 Reihe              | 1098 cm³ | 93 bhp (68 kW)   |
| BMC             | 4 Reihe              | 1489 cm³ | 79,5 bhp (58 kW) |
| BMC             | 4 Reihe              | 1588 cm³ | 90 bhp (66 kW)   |
| BMC             | 4 Reihe              | 1798 cm³ | 95 bhp (70 kW)   |